# Мобил (река)
Мобил (енгл. Mobile River) је река која протиче кроз САД. Дуга је 272 km. Протиче кроз америчке савезне државе Џорџију и Алабаму. Улива се у Залив Мобил, код Мобила, Алабама.